# ديفيد تشيريتون
ديفيد تشيريتون (بالإنجليزية: David Cheriton)‏ مواليد 29 مارس 1951 في فانكوفر، هو عالم كمبيوتر كندي وعالم رياضيات ورجل أعمال و ملياردير ورأسمالي مغامر. وهو أستاذ علوم الكمبيوتر في جامعة ستانفورد ، حيث أسس ويقود مجموعة الأنظمة الموزعة.
وهو خبير في الحوسبة وشبكات الكمبيوتر الموزعة ، مع نظرة ثاقبة لتحديد فرص السوق الكبيرة وبناء الهياكل اللازمة لمعالجة هذه الفرص. لقد أسس واستثمر في شركات التكنولوجيا ، بما في ذلك Google ، حيث كان من بين أوائل المستثمرين ؛ VMware ، حيث كان مستثمرًا ملاكًا مبكرًا ؛ و Arista ، حيث كان مؤسسًا مشاركًا وكبير العلماء. قام بتمويل ما لا يقل عن 20 شركة.
تم تصنيف Cheriton من قبل Forbes مع صافي قيمة تقدر بـ 5.9 مليار دولار أمريكي ، اعتبارًا من يناير 2019. وقد قدم مساهمات سخية في التعليم ، بتبرع بقيمة 25 مليون دولار لدعم الدراسات العليا والبحوث في كلية علوم الكمبيوتر (التي أعيدت تسميتها فيما بعد بكلية ديفيد ر. شيريتون لعلوم الكمبيوتر) في جامعة واترلو ، تبرع بقيمة 7.5 مليون دولار إلى جامعة كولومبيا البريطانية ، وهبة بقيمة 12 مليون دولار في عام 2016 لجامعة ستانفورد لدعم كلية علوم الكمبيوتر ، وزمالات الخريجين ، والمنح الدراسية الجامعية.